# ديفيد روكاستلي
ديفيد روكاستلي (بالإنجليزية: David Rocastle)‏؛ (مواليد 2 مايو 1967 - الوفاة 31 مارس 2001) كان لاعب كرة قدم إنجليزي كان يلعب كلاعب وسط.

## مرحلة الشباب

### أندية لعب لها
- نادي آرسنال

## المسيرة الاحترافية

### أندية لعب لها
- نادي آرسنال
- ليدز يونايتد
- مانشستر سيتي
- تشيلسي
- نورويتش سيتي
- هال سيتي

## روابط خارجية
- ديفيد روكاستلي على موقع قاعدة بيانات كرة القدم.إي يو (الإنجليزية)
- ديفيد روكاستلي على موقع ناشيونال فوتبول تيمز (الإنجليزية)
- ديفيد روكاستلي على موقع Soccerbase.com (لاعب) (الإنجليزية)
- ديفيد روكاستلي على موقع عالم كرة القدم.نت (الإنجليزية)